# 발뮤다

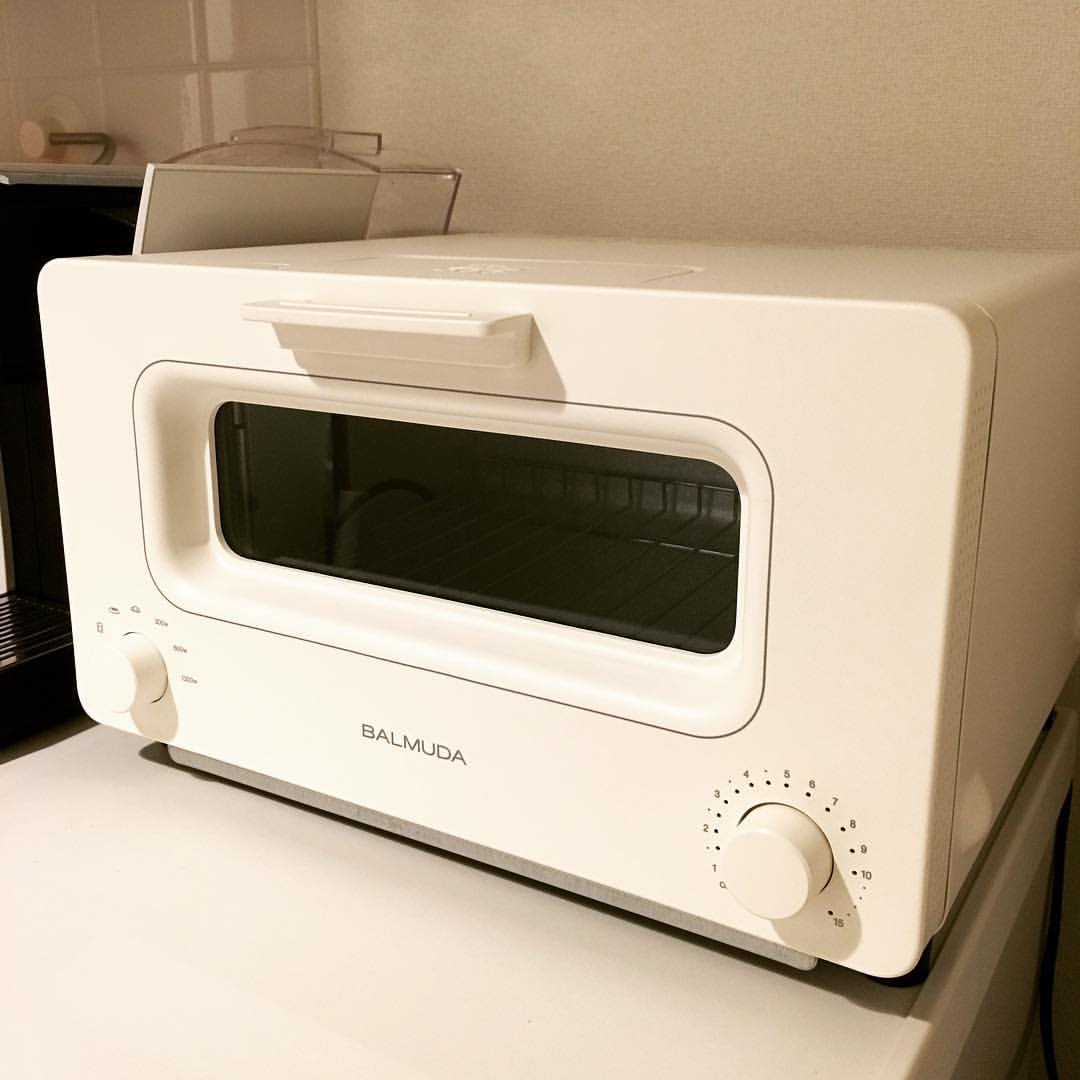
발뮤다의 토스터 "더 토스터"

발뮤다 K. K.(Balmuda K. K., 발뮤다 주식회사, 일본어: バルミューダ株式会社)는 소형 가전기기와 컴퓨터 액세서리를 생산하는 일본의 디자인 및 제조업 기업이다. 이 회사의 제품들은 레드닷, iF 프로덕트 디자인 어워드를 포함하여 디자인 부문에서 국제적인 인지를 얻어왔다. 회사 초기 제품들 중 하나의 스토리는 NHK 드라마 절반, 푸르다.에서 TV 방송으로 각색되었다.

## 역사
발뮤다는 데라오 겐에 의해 2003년 도쿄에서 설립되었다. 데라오 겐은 고등학교를 중퇴하고 수년 간 음악 커리어를 추구하다가 제품 디자인 기업인 발뮤다를 시작하였다.
이 기업의 첫 제품은 알루미늄 노트북 스탠드 '플로터'(Floater)였으며 맥월드는 디자인에 대해 좋은 평가를 주면서 구매자들은 독특한 디자인과 생산 공정 덕에 분명히 많이 구매할 것이라고 언급하였다.
2000년대 말 경기 침체 기간 중 거의 파산까지 직면한 이후 2010년에 이 기업은 데라오가 전통적인 날개형 선풍기 디자인에서 비롯되는 강력한 기류를 제거시키도록 설계한 가정용 공기 순환 선풍기 '그린팬'(GreenFan)을 런칭했다. 데라오는 이 선풍기가 서로 다른 속도로 동작하는 이중 날개 구조를 합쳐놓았다고 주장한다. 그린팬 제품 개발의 발뮤다의 이야기는 나중에 NHK 드라마 절반, 푸르다.에서 다루어졌다.
그 이후로 발뮤다는 여러 소형 가전기기들을 선보였는데 여기에는 토스터, 전자레인지, 전기 물끓이개, 밥솥이 포함되며 발뮤다는 제품 디자인과 유통을 맡고 모든 제조는 다른 기업들에게 아웃소싱을 주고 있다. 2015년 선보인 "더 토스터"라는 이름의 토스터 오븐은 처음에 고객에게 광고되지 않았으나 너무 빠른 판매로 인해 이 제품을 고객이 받기까지 3개월을 기다려야 했다. 이 기업은 발뮤다 전자기기를 이용하여 조리되도록 고안된 시그너처 식품 발뮤다 더 커리(BALMUDA The Curry)를 개발하였다.
이 기업은 2013년 유럽 지역 확장을 발표하였다. 2017년 발뮤다는 도쿄 긴자 주변에 첫 소매점을 열었다. 2018년 기준으로 직원 수는 100명이 넘는다.